# Никандро Диас Гонсалес
Никандро Диас Гонсалес (на испански: Nicandro Díaz González) е мексикански продуцент на теленовели, реализирал цялата си кариера в компания Телевиса.

## Кариера
Започва професионалната си кариера като асистент-продуцент в теленовелите на Валентин Пимстейн: Върховно изпитание и Дивата Роза, режисирани от Беатрис Шеридан. Много скоро следват Моята втора майка, Просто Мария, Палавата мечтателка и Американска въртележка, където той заема позицията на координатор на продукцията.
През 1996 г. заема позицията на асоцииран продуцент в теленовелата на Лусеро Суарес За цял живот. Работата си продължава с продуцента Педро Дамян в Моя малка палавница и Красавицата.
Кариерата му като изпълнителен продуцент започва през 1998 г. с теленовелата Капчица любов, режисирана от Марта Луна, Карина Дупрес и Артуро Гарсия Тенорио. През 1999 г. продуцира теленовелата Непокорна душа, а на следващата година – Ангелско личице. През 2002 г. продуцира теленовелата Да живеят децата. През 2004 г. работи с Роберто Ернандес Васкес по теленовелата Сърца на границата.
През 2005 г. продуцира теленовелата Срещу вълните на живота, с участието на Марлене Фавела, Себастиан Рули, Асела Робинсън и Беатрис Шеридан.
С теленовелата Дестилирана любов, продуцирана през 2007 г., с участието на Анхелика Ривера и Едуардо Яниес, печели през 2008 г. в категория „Най-добра теленовела“ на наградите Ти Ви и Новелас.
През 2008 г. Никандро Диас Гонсалес продуцира теленовелата Утре и завинаги, с участието на Силвия Наваро и Фернандо Колунга, която постига голям международен успех.
През 2010 г. продуцира теленовелата Желязната дама с Лусеро, Габриела Спаник и Фернандо Колунга, нова версия на теленовелата Господарката, продуцирана през 1995 г. от Флоринда Меса.
Следващата теленовела, която продуцира, е Истинската любов от 2012 г., с участието на Ерика Буенфил, Едуардо Яниес, Ейса Гонсалес и Себастиан Рули.
През 2014 г. продуцира теленовелата До края на света, с участието на Марджори де Соуса и Педро Фернандес. На 27 октомври 2014 г., по здравословни причини, Педро Фернандес обявява напускането си от мелодрамата, като е заменен от Давид Сепеда, който поема ролята.
През 2017 г. Диас продуцира комичната теленовела Обичаният, с участието Хесус Очоа, Шантал Андере, Нора Салинас, Иран Кастило, Марк Тачер, Марилус Бермудес и Андрес Паласиос.
През 2018 г. продуцира теленовелата Дъщери на Луната, с участието на Мишел Рено, Данило Карера, Джералдин Галван, Марио Моран, Хаде Фрасер, Джонатан Бесера, Лоре Граневич, Гонсало Пеня, Омар Фиеро и Синтия Клитбо.
Той продуцира комичната теленовела Мексиканката и блондинът, с участието на Итати Канторал, Хуан Солер и Луис Роберто Гусман, чиято премиера е през втората половина на 2020 г.
В периода 2021 – 2023 г. продуцира теленовелите Моето богатство е да те обичам, с участието на Сусана Гонсалес и Давид Сепеда, и Моят път е да те обичам, отново с участието на Гонсалес и на Габриел Сото.
През 2023 г. продуцира последната си теленовела Късмет, с участието на Майрин Вилянуева и Едуардо Яниес.

## Злополука и смърт
Никандро Диас Гонсалес умира на 60-годишна възраст в болница в Сан Мигел де Косумел, Кинтана Ро, на 18 март 2024 г., след като претърпява инцидент с мотоциклет предишната вечер, докато се опитва да избегне животно, изскочило на пътя. Продуцентът, който пътува с приятелката си по време на инцидента, претърпява множество наранявания. Въпреки оказаната му медицинска помощ, умира от хиповолемичен шок, който е в резултат от разкъсване на далака.

## Кариера

### Изпълнителен продуцент
- Късмет (2023)
- Моят път е да те обичам (2022-2023)
- Моето богатство е да те обичам (2021-2022)
- Мексиканката и блондинът (2020-2021)
- Дъщери на Луната (2018)
- Обичаният (2017)
- До края на света (2014-2015)
- Истинската любов (2012-2013)
- Желязната дама (2010)
- Утре и завинаги (2008-2009)
- Дестилирана любов (2007)
- Срещу вълните на живота (2005)
- Да живеят децата (2002-2003)
- Ангелско личице (2000-2001)
- Непокорна душа (1999)
- Капчица любов (1998)

### Продуцент
- Първа част на Сърца на границата (2004)

### Сътрудник
- Първа част на Preciosa (1998)
- Mi pequeña traviesa (1997-1998)
- Първа част на За цял живот (1996)

### Координатор
- Carrusel de las Américas (1992)
- La pícara soñadora (1991)
- Втора част на Просто Мария (1989-1990)
- Моята втора майка (1989)
- Средна и последна част на Дивата Роза (1987-1988)

### Асистент-продуцент
- Първа част на Дивата Роза (1987-1988)
- Върховно изпитание (1986)

## Награди и номинации
Награди TVyNovelas (Мексико)
| Година | Категория            | Теленовела       | Резултат   |
| ------ | -------------------- | ---------------- | ---------- |
| 2018   | Най-добра теленовела | Обичаният        | Номиниран  |
| 2014   | Най-добра теленовела | Истинската любов | Печели     |
| 2011   | Най-добра теленовела | Желязната дама   | Номинирана |
| 2010   | Най-добра теленовела | Утре и завинаги  | Номинирана |
| 2008   | Най-добра теленовела | Destilando amor  | Печели     |

Награди Galardón a los Grandes (Мексико, 2011)
| Категория           | Личност       | Резултат |
| ------------------- | ------------- | -------- |
| Цялостно творчество | Никандро Диас | Печели   |

Награди Bravo (Мексико)
| Категория            | Теленовела       | Резултат |
| -------------------- | ---------------- | -------- |
| Най-добра теленовела | Destilando amor  | Печели   |
| Най-добра теленовела | Истинската любов | Печели   |

Награди People en Español
| Година | Категория            | Теленовела      | Резултат |
| ------ | -------------------- | --------------- | -------- |
| 2009   | Най-добра теленовела | Утре и завинаги | Печели   |
| 2009   | Най-добра преработка | Утре и завинаги | Печели   |

Купа Телевиса
| Година | Категория            | Теленовела       | Резултат |
| ------ | -------------------- | ---------------- | -------- |
| 2009   | Най-добра теленовела | Утре и завинаги  | Печели   |
| 2013   | Най-добра теленовела | Истинската любов | Печели   |
| 2015   | Най-добра теленовела | До края на света | Печели   |

Награди ACE
| Година | Категория            | Теленовела       | Резултат |
| ------ | -------------------- | ---------------- | -------- |
| 2008   | Най-добра теленовела | Destilando amor  | Печели   |
| 2011   | Най-добра теленовела | Желязната дама   | Печели   |
| 2013   | Най-добра теленовела | Истинската любов | Печели   |
| 2014   | Най-добра теленовела | До края на света | Печели   |

Награди Kids' Choice
| Година | Категория                     | Теленовела       | Резултат |
| ------ | ----------------------------- | ---------------- | -------- |
| 2015   | Най-добър сериал или програма | До края на света | Печели   |